# Аркадний ігровий автомат

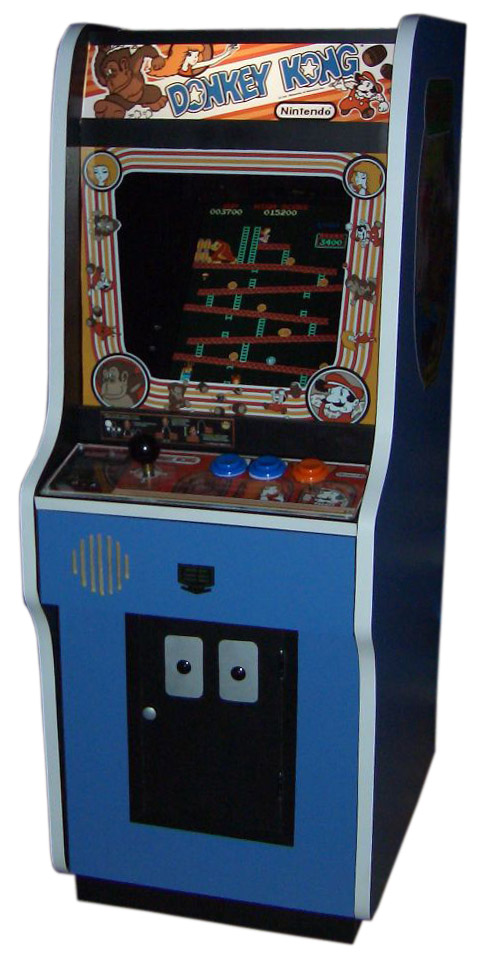
Вертикальний аркадний ігровий автомат Donkey Kong

Аркадний ігровий автомат (англ. arcade machine, coin-op) — це стійка з апаратурою для запуску ігор, зазвичай аркадного жанру. Багато відомих відеоігор вперше з'явилися на таких ігрових автоматах і лише через деякий час були портовані на гральні консолі і домашні комп'ютери. З іншого боку, ігрові автомати іноді збираються на основі звичайних комп'ютерів та ігрових приставок.